# Aeroportul Cheadle
Aeroportul Cheadle (IATA: TIL, ICAO: CFQ4) este un aeroport din Alberta, Canada.
Situat la o altitudine de 1.006 m, aeroportul dispune de o singură pistă.